# Future Shock (skladba)
„Future Shock“ je první singl skupiny Stratovarius vydaný v roce 1988 labelem CBS Finland.

## Seznmam skladeb
1. Future Shock (4:33)
2. Witch-Hunt (3:19)

## Obsazení
- Timo Tolkki – kytara, zpěv
- Jyrki Lentonen – baskytara
- Tuomo Lassila – bicí, perkuse